# Gustav Mortensen
Gustav Julius Mortensen (* 19. März 2004) ist ein dänischer Fußballspieler. Er ist dänischer Nachwuchsnationalspieler.

## Karriere

### Verein
Gustav Mortensen entstammt der Jugendabteilung von Lyngby BK und gab am 20. Mai 2021 im Alter von 17 Jahren bei der 1:2-Niederlage im Heimspiel gegen Odense BK sein Profidebüt in der Superligaen. Lyngby BK stieg zum Ende der Saison 2020/21 aus der ersten Liga ab und musste den Gang in die 1. Division antreten, wo der sofortige Wiederaufstieg gelang. Allerdings kam Mortensen lediglich zu zwei Einsätzen im dänischen Pokalwettbewerb. Wieder im dänischen Oberhaus angekommen, absolvierte er drei Einsätze und schaffte mit seinem Verein den Klassenerhalt.

### Nationalmannschaft
Gustav Mortensen ist Nachwuchsnationalspieler Dänemarks und kam in den Altersklassen U16, U17, U18 und U19 zum Einsatz.